# Ferenc Radó
Ferenc Radó (hongarès: Radó Ferenc)  (Timișoara, 21 de maig de 1921 - Cluj-Napoca, 27 de novembre de 1990), també conegut com Francisc Radó, va ser un matemàtic romanès.
Després d'acabar la seva escolarització a la seva vila natal de Timișoara, va iniciar els estudis universitaris de matemàtiques a la universitat Politècnica de Bucarest el 1939, però l'any següent els va veure interromputs per la seva condició de jueu. Els anys següents, durant la Segona Guerra Mundial, va estar confinat a diferents camps de treball a Timișoara, Deva, Pâncota i Focșani fins que el 1944 va poder reanudar els seus estudis a la universitat de Cluj-Napoca, graduant-se el 1946. A continuació va ser professor de secundària a la seva ciutat natal, fins que el 1950 va ser nomenat professor de la universitat de Cluj-Napoca en la qual es va retirar el 1985.
El seu camp principal de recerca va ser en els fonaments algebraics de la geometria, però també va obtenir resultats importants en optimització matemàtica. El professor Radó va publicar una dotzena de llibres i monografies i una setantena d'articles científics.